# Ectrosia
Ectrosia es un género de plantas herbáceas perteneciente a la familia de las poáceas. Es originario de Australia tropical.

## Taxonomía
El género fue descrito por Robert Brown y publicado en Prodromus Florae Novae Hollandiae 185. 1810. La especie tipo es: Ectrosia leporina R. Br. 
Etimología
El nombre del género deriva del griego ektrosis (aborto involuntario), refiriéndose a las espiguillas con sólo 1-2 flores hermafroditas proximales, con los lemmas masculinos o vacíos por encima de ellas.

## Especies
- Ectrosia agrostoides Benth.
- Ectrosia anomala C.E. Hubb.
- Ectrosia appressa S.T. Blake
- Ectrosia blakei C.E. Hubb.
- Ectrosia confusa C.E. Hubb.
- Ectrosia danesii Domin
- Ectrosia eragrostoides Domin
- Ectrosia gulliveri F. Muell.
- Ectrosia lasioclada (Merr.) S.T. Blake
- Ectrosia laxa S.T. Blake
- Ectrosia leporina R. Br.
- Ectrosia scabrida C.E. Hubb.
- Ectrosia schultzii Benth.
- Ectrosia spadicea R. Br.
- Ectrosia squarrulosa Domin
- Ectrosia subtriflora Ohwi